# アウェアネスコンテキスト
アウェアネスコンテキスト（認識の文脈）とは、患者と医療スタッフの両方が患者の健康状態について持っているさまざまなレベルの知識または疑問を指す。
この用語は一般的に末期症状の患者の文脈で使用される 。それは「死に至る過程に関しての最初の包括的な社会学的調査」であり、末期患者の権利を改善する活動を支援したことは称賛に値する。
この概念は、社会学者のバーニー・グレイザーとアンセルム・ストラウスが1965年の著書『Awareness of Dying』で紹介したものである。認識の文脈は、認識の文脈の中で人々がさまざまな行動をとる方法の違いに基づいて、閉じた、開いた、または疑わしい認識と分類することができる 。
患者が自分の状態を知らないが、さまざまな程度で疑問を持っている場合、意識の文脈は閉じていると分類され、病院のスタッフが相互作用制御の文脈で慎重かつ人道的に防御的な立場をとる間、患者は攻撃を続ける 。
一方、誰もが患者の状態を認識している状況であれば、それは開いた認識の文脈といえる。それは、誰もが状態について知っているが、彼らは知らない、または患者がすでに死んでいる場合に患者が回復する可能性があるというふりをする相互のふりとは区別される 。